# Leandro Faggin
Leandro Faggin (ur. 18 lipca 1933 w Padwie, zm. 6 grudnia 1970 tamże) – włoski kolarz torowy i szosowy, dwukrotny złoty medalista olimpijski oraz wielokrotny medalista torowych mistrzostw świata.

## Kariera
Zawody w 1956 roku były jego jedynymi igrzyskami olimpijskimi. Triumfował na dystansie 1000 metrów ze startu zatrzymanego, a wspólnie z kolegami zwyciężył w drużynowym wyścigu na dochodzenie (4 km). Po igrzyskach przeszedł na zawodowstwo. Specjalizował się w wyścigach na dochodzenie. Był mistrzem świata zarówno amatorów, jak i zawodowców. Jako amator zwyciężył na dystansie 4 km w 1954, był drugi w 1956 i trzeci w 1955. Wśród profesjonalistów zwyciężył na dystansie 5 km w 1963, 1965 i 1966. Był drugi w 1958, 1962 i 1964, a trzeci w 1961, 1967 i 1968.